# Odile Vuillemin
Odile Vuillemin (* 8. Juli 1976 in Châlons-en-Champagne) ist eine französische Schauspielerin.

## Leben
Odile Vuillemin wuchs zusammen mit ihrer Zwillingsschwester Sophie als eine von fünf Töchtern auf. Ihr Vater ist Ingenieur und ihre Mutter Hausfrau. Als die Zwillinge vier Jahre alt waren, zog die Familie nach Metz um. Nach einem Vorbereitungsjahr an der École des hautes études commerciales de Paris, studierte Odile Vuillemin Soziologie, Psychologie und Allgemeine Sprachwissenschaften mit Schwerpunkt Chinesisch und Tahitianisch. Sie wollte zwar Ethnologin werden, brach jedoch ihr Studium ab und ging im Jahr 2001 zur Cours Simon, einer staatlich anerkannten, privaten Schauspielschule in Paris. Ihre erste Filmrolle erhielt sie noch im selben Jahr in dem Filmdrama Le Doux amour des hommes. Von 2009 bis 2016 spielte sie als Chloé Saint-Laurent eine der Hauptrollen in der französischen Krimiserie Profiling Paris, wodurch sie auch international Anerkennung erfuhr.

## Auszeichnung
- 2016: Nymphe d’Or („Goldene Nymphe“) in der Kategorie „Beste Darstellerin“ für ihre Leistung in dem Fernsehfilm L’emprise.

## Filmografie

### Kino
- 2001: Le Doux Amour des hommes, Regie: Jean-Paul Civeyrac[1]
- 2003: Quand j’étais porno, Regie: Michel Cammeo (Kurzfilm)[2]
- 2004: Podium, Regie: Yann Moix
- 2004: Hier und jetzt (À tout de suite), Regie: Benoît Jacquot
- 2004: Un long dimanche von fiançailles, Regie: Jean-Pierre Jeunet
- 2008: Rive glauque von Steven Ada, Regie: Éric Poulet[3]
- 2008: Sit In, Regie: Frédéric Dubreuil[4]
- 2009: Cyprien, Regie: David Charhon
- 2010: Le ciel s'est déchiré, Regie: Fred Louf
- 2011: J’aime regarder les Filles, Regie: Fred Louf
- 2012: Furax, Regie: Nathan George
- 2013: Amour et turbulences, Regie: Alexandre Castagnetti
- 2020: Pourquoi Je Vis, Regie: Laurent Tuel

### Fernsehserien- filme
- 2009–2016: Profiling Paris (Profilage, Krimiserie, 66 Folgen)
- 2011: Xanadu (Fernsehserie, 2 Folgen), Regie: Daniel Grou, Jean-Philippe Amar
- 2015: L'Emprise, Regie: Claude-Michel Rome[5]
- 2016: Entre deux mères, Regie: Renaud Bertrand
- 2017: Les Crimes silencieux, Regie: Frédéric Berthe
- 2018: Né sous silence, Regie: Thierry Binisti
- 2018: Piégés, Regie: Ludovic Colbeau-Justin
- 2018: Les innocents (Fernsehserie, 6 Folgen), Regie: Frédéric Berthe, François Ryckelynck
- 2019: Above Suspicion (Un Homme Parfait), Regie: Didier Bivel
- 2019: The Last Wave (La Dernière Vague, Fernsehserie, 6 Folgen), Regie: Rodolphe Tissot
- 2019: Un Homme Parfait, Regie: Didier Bivel
- 2020: Il est Elle, Regie: Clément Michel
- 2021: Deux femmes, Regie: Isabelle Doval
- 2022: Prométhée (Fernsehserie, 6 Folgen), Regie: Christophe Campos